# Shin Kyung-Sook
Shin Kyung-Sook (em Hangul: 신경숙; Jeongeup, 12 de janeiro de 1963) é uma escritora sul-coreana.
Foi a primeira sul-coreana a ganhar o Man Asian Literary Prize, em 2011, por 엄마를  부탁해 (Por favor cuide da mamãe). Atualmente é professora visitante da Universidade de Columbia, em Nova Iorque.

## Biografia
Shin nasceu em uma vila perto de Jeongeup, em 1963, na região sul da Coreia do Sul. É filha de Shin Hyun e Park Bok-rye, sendo a quarta filha entre o seis que seus pais tiveram. Aos 16 anos, mudou-se para Seul, onde seu irmão mais velho morava. Trabalhou em uma fábrica de eletrônicos e estudava à noite.
Sua estreia literária foi com a novela Winter’s Fable, em 1985, depois de se formar pelo Instituto de Artes de Seul, onde se graduou em escrita criativa. Junto de Kim In-suk e Gong Ji-young, Shin faz parte do grupo de escritoras da assim chamada "Geração 386", a geração de sul-coreanos nascidos na década de 1960 que foram muito ativos politicamente quando adultos e fundamentais para o movimento pela democracia na década de 1980.
Por Winter Fables, ela ganhou o Prêmio Munye Joongang de Jovens Autores. Ganhadora de vários prêmios, logo seus livros começaram a ser traduzidos para outros idiomas. A tradução francesa de A Lone Room (La Chambre Solitaire) ganhou o Prix de l'Inapercu de 2009. Seu livro mais conhecido, porém, Por favor cuide da mamãe, de 2012, teve os direitos vendidos para 19 países, incluindo Estados Unidos e Brasil, sendo traduzido até na China.
Por favor cuide da mamãe ganhou o Man Asian Literary Prize de 2011 e Shin foi a primeira mulher a ganhar o prêmio.

## Controvérsia
Em 16 de junho de 2015, o Huffington Post Korea noticiou que Shin teria plagiado uma passagem do conto Patriotism, de Yukio Mishima, em seu livro Legend. Shin se desculpou e seu editor disse que estaria retirando sua coletânea de contos de Shin das prateleiras.

## Publicações
Livrps
- Winter Fable ("겨울 우화"/"Gyeoul Uhwa" 1990)
- Deep Sorrow ("깊은 슬픔"/"Gipeun seulpeum" 1994)
- A Lone Room (Oettanbang 1995)
- Long Ago, When I left my Home ("오래전 집을 떠날때"/"Oraejeon jib-eul tteonal ttae" 1996)
- The Train Departs at 7 ("기차는 7시에 떠나네"/"Gicha-neun 7si-e tteonane" 1999)
- Violet 2001
- J's Story ("J 이야기"/"J iyagi" 2002)
- Lee Jin ("리진"/"Ri Jin" 2007)
- Please Look After Mom ("엄마를 부탁해"/"Eomma-reul butakhae" 2009)
- I'll Be Right There ("어디선가 나를 찾는 전화벨이 울리고"/"Eodiseonga na-reul chat-neun jeonhwabel-i ulli-go" 2010)
- The Unknown Women ("모르는 여인들"/"Moreu-neun yeoindeul" 2011)
- Stories I wish to tell the Moon ("달에게 들려주고싶은 이야기"/"Dal-ege deullyeoju-go sip-eun iyagi" 2013)

Contos
- Where the Harmonium Once Stood ("풍금이 있던 자리"/"Punggeum-i issdeon jari" 1993)
- Potato Eaters ("감자 먹는 사람들"/"Gamja meok-neun saramdeul" 1997)
- Until It Turns into River ("강물이 될때까지"/"Gangmul-i doel ttaekkaji" 1998)
- Strawberry Fields ("딸기밭"/"Ttalgibat" 2000)
- The Sound of Bells ("종소리"/"Jongsori" 2003)

Não ficção
- Beautiful Shade ("아름다운 그늘"/"Areumdaun geuneul" 1995)
- Sleep, Sorrow 2003